# Jean Chapelain

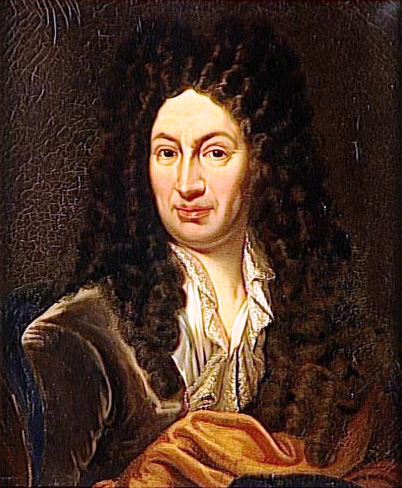
Jean Chapelain, zeitgenössisches Gemälde eines anonymen Künstlers

Jean Chapelain (* 4. Dezember 1595 in Paris; † 22. Februar 1674 in Paris) war ein französischer Schriftsteller und Kulturpolitiker.

## Charakterisierungen
Chapelain stammte aus einer Juristenfamilie und beherrschte die klassischen Sprachen sowie das Italienische und Spanische, wodurch ihm die maßgebliche Literatur seiner Zeit zugänglich war. Er war Schüler von François de Malherbe, einem Wegbereiter der französischen Klassik, und führte dessen Bestrebungen fort, indem er eine Dichtung praktizierte und förderte, die strenge Regeln befolgen sowie dem Staat und seinen offiziellen Anlässen nützen sollte.
In dieser Eigenschaft wurde Chapelain oftmals angegriffen, etwa von Nicolas Boileau, und die französischen Romantiker machten ihn schließlich zum Inbegriff des uninspirierten Staatsdichters und Kunstrichters. Molière soll Chapelain hingegen als Vorbild des Philinte in Der Menschenfeind (1666) gesehen haben, einer positiven Figur also, die den radikalen Protagonisten dieser Komödie zur Mäßigung und sozialen Eingliederung bewegen will.

## Dramentheorie
Bedeutung für die Dramentheorie der französischen Klassik hatte seine Lettre sur la règle des vingt-quatre heures (Brief über die Regel der 24 Stunden, 1630), die an Antoine Godeau adressiert war und im Kreis des Hôtel de Rambouillet, eines einflussreichen literarischen Salons, zirkulierte. Es handelt sich um einen Traktat über die aristotelische Lehre, wonach die vorgeführte Handlung innerhalb von 24 Stunden abgeschlossen sein müsse, weil nur dies dem Gebot der „vraisemblance“ (der Wahrscheinlichkeit) entspreche.
Chapelain wendet sich in diesem Brief gegen das Theater seiner Zeit, namentlich gegen den populären Unterhaltungskünstler Tabarin, indem er ihm den römischen Schauspieler  Quintus Roscius Gallus voranstellt (der die Schauspielkunst mit Ciceros Beifall an der politischen Rhetorik orientiert hatte). Von der Notwendigkeit aus, das Theater von den „gothismes“ (d. h. von seinen mittelalterlichen Traditionsresten) zu befreien und an der Antike zu orientieren, schließt Chapelain auch auf eine notwendige „Einheit des Orts“, die bei Aristoteles nicht zu finden ist. Die Einheit des Orts wird mit der von Horaz geforderten Übereinstimmung von Poesie und Malerei (Ut pictura poesis) begründet:  In Analogie zur Unwahrscheinlichkeit, dass in den drei Stunden einer Theateraufführung mehr als ein Tag vergehe, könnten dem Zuschauer auch keine weiten Entfernungen glaubwürdig vorgeführt werden. Chapelain orientierte sich hierbei an italienischen Dramatikern und Theoretikern, vor allem Julius Caesar Scaliger. Mit seinem Traktat reagierte er indirekt auf das seines Erachtens regellose Theater des fruchtbarsten Dramatikers der ersten Jahrzehnte des 17. Jahrhunderts, Alexandre Hardy.

## Literarische Werke
Große Verbreitung fand Chapelains Übersetzung des Schelmenromans La vida del Pícaro Guzmán de Alfarache (1599) von Mateo Alemán, 1619. Ein weiterer poetologischer Traktat, der Discours de la poésie représentative (Rede über die darstellende Dichtung, 1635), hatte wenig Ausstrahlung.
Chapelains Hauptwerk ist das Versepos La Pucelle, ou la France delivrée (Die Jungfrau von Orléans, oder das befreite Frankreich, 1656), das als eine Art Gründungsmythos des französischen Staates gedacht war. Chapelain versuchte, wie er es in seinem Vorwort ausführlich rechtfertigte, eine Frau an die Seite der homerischen Helden zu stellen, was ihm einigen Spott einbrachte. Das Werk wurde insbesondere von Nicolas Boileau scharf kritisiert. Die letzten zwölf Gesänge blieben aufgrund der Kritik der literarischen Öffentlichkeit zu Chapelains Lebzeiten ungedruckt. Sie erschienen erst 1882 in einer separaten Ausgabe bei Herluison in Orléans. Voltaires berühmtes und umstrittenes Poème La Pucelle d'Orléans (1755) entstand als Parodie des Werkes von Chapelain.

## Politische Funktionen
Dank des Umstands, dass er 1634 zu den Gründungsmitgliedern der Académie française (Fauteuil 7) gehört hatte und dies zu nutzen wusste, war Chapelain fast 40 Jahre lang ein mächtiger Exponent des Pariser Literaturbetriebs. Er verhielt sich loyal zu den Ministern Richelieu und Jules Mazarin. In der Querelle du Cid 1637 unterstützte Chapelain Richelieus Ablehnung des Dramas von Pierre Corneille, indem er eine offizielle Stellungnahme der Académie française gegen dieses Werk verfasste. Zudem betätigte er sich als Dichter im Dienste hochstehender Personen, als Chefkritiker der Académie (die laut Gründungsauftrag über den guten Geschmack in Sprache und Literatur wachen sollte) sowie als Epiker.
Ab 1661 führte Chapelain im Auftrag des Ministers Jean-Baptiste Colbert eine königliche Pensionsliste, auf die Autoren gesetzt wurden, die dem Minister und seinem jungen König Ludwig XIV. genehm waren und damit als einer jährlichen Gratifikation würdig erschienen.
Ab 1654 war Chapelain Mitglied der Accademia della Crusca in Florenz. 1663 wurde er Mitglied der Académie des Inscriptions et Belles-Lettres.

## Werke
- La pucelle, ou la France delivrée. Poe͏̈me heroi͏̈que. Courbé, Paris 1656.
- Jean Chapelain, les douze derniers chants du poème de la Pucelle. Publiés pour la première fois par H. Herluison. Précédés d'une préface de l'auteur et d'une étude sur le poème de la Pucelle par René Kerviler. Herluison, Orléans 1882.